# Luciana Brites
Pour les articles homonymes, voir Brites.
Vous pouvez aider à l'améliorer ou bien discuter des problèmes sur sa page de discussion.
- Il ne cite pas suffisamment ses sources. Vous pouvez indiquer les passages à sourcer avec {{référence nécessaire}} ou {{Référence souhaitée}}, et inclure les références utiles en les liant aux notes de bas de page. (Marqué depuis février 2016)
- Sa forme n’est pas encyclopédique et ressemble trop à un curriculum vitæ. Modifiez le texte pour aider à le transformer en article neutre. (Marqué depuis février 2016)

- Archive Wikiwix
- Bing
- Cairn
- DuckDuckGo
- E. Universalis
- Gallica
- Google
- G. Books
- G. News
- G. Scholar
- Persée
- Qwant
- (zh) Baidu
- (ru) Yandex
- (wd) trouver des œuvres sur Wikidata

Luciana Brites, surnommée Lu Brites, est une actrice, danseuse et chorégraphe brésilienne née le 28 juin 1974. Elle est originaire de l'État du Rio Grande do Sul (et est donc considérée comme une Gaúcha). Brune, de type latin, elle mesure 1,68 m. Sa très forte présence scénique et sa palette d'expression gestuelle très variée sont les fruits de nombreuses années de travail. Luciana Brites pratique le surf, le yoga et les arts du cirque, arts aériens et acrobaties au sol. Elle parle couramment le portugais et le français, et possède des notions d'espagnol.

## Formation académique et artistique (1990-2006)
Au départ, sa formation académique ne la destine pas à la scène. Entre 1990 et 1995, elle suit un cours de journalisme à l'université Pontificale Catholique du Rio Grande do Sul (PUC RJ/RS). Puis, au milieu des années 1990, elle change radicalement de direction. Elle part suivre des cours de danse contemporaine en 1997-1998 à Paris, où elle obtient un diplôme d’État français. L'année suivante, en 1998, elle quitte Paris pour Londres, et complète sa formation avec le Physical Theater de David Glass. De retour au Brésil, elle intègre la Refinaria de Atores de Rio de Janeiro en 1999 et 2000. Son corps est son outil de travail et son moyen d'expression. Sans doute dans un souci d'approfondissement et d'exploration des possibilités qu'il lui offre au niveau scénique, elle pratique l'Asthanga Yoga à l'Espaço Vidya en 2000-2002. Et de 2004 à 2006, elle finalise sa formation artistique en suivant des cours d'interprétation avec Cristiane Paoli Quito et Georgette Fadel.

## Parcours et activités (1993-2011)
Luciana Brites répartit ses activités scéniques entre la danse, la télévision, le théâtre et le cinéma. De 1993 à 1996, elle intègre la compagnie de Deborah Colker et participe aux spectacles de danse Vulcão, Velox et Mix (ce dernier est produit à Rio de Janeiro, en Allemagne, en France et au Royaume-Uni, et lui permet d'obtenir le prix Laurence Olivier).
À Partir de 1995, elle diversifie ses activités et commence à apparaître dans d'innombrables clips vidéos (de Marina Lima, Djavan, Carlinhos Brown, Zélia Duncan, Fausto Fawcett, et sur des vignettes MTV). En 1996, elle reprend ses activités de danse entre Rio de Janeiro et Nanterre, en participant au spectacle Intrepidez, conçu par la troupe Intrépida. En 1997, alors qu'elle est installée à Paris, elle participe avec Bruno de Castro et Stephane Villard à la conception du spectacle Distorsion, dans lequel elle figure. De retour à Rio de Janeiro en 1998, elle participe au spectacle Piti de Dani Lima. Puis sa carrière prend un tournant décisif au début des années 2000, en s'ouvrant plus largement à la télévision et au théâtre, et enfin au cinéma. Elle a alors 26 ans.
En 2000, elle joue le court-métrage Remédios do Amor, de João Vargas.
En 2001, elle alterne théâtre, vidéo et danse : elle joue au théâtre Oficina dans la pièce Bacantes, écrite et mise en scène par José Celso Martinez Corrêa (adaptée des "Bacchantes" d'Euripide). Alors même qu'elle interprète un grand classique de la littérature de l'Antiquité, elle figure dans la vidéo-musique "Bolha", écrite et dirigée par Ricardo Nauemberg. Et surtout, elle élabore seule l'écriture et la mise en scène de la vidéo-musique O Jato (vidéodanse), dans laquelle elle danse. Cette dernière lui permet de gagner le prix "Les plus vues du mois" (prêmio mais vistos do mês) au Festival Internacional Quick Flick.
En 2003, ses apparitions se multiplient sur le petit écran. Elle joue dans la série Mulher, financée et produite par la prestigieuse Rede Globo, et réalisée sous la direction de José Alvarenga. La même année, elle devient la présentatrice de l'émission Prime Time Musica, sur ALLTV.
Profitant de ce tremplin télévisuel, elle bascule à nouveau vers le cinéma. En 2004, elle apparaît dans le court métrage Equilibrio e Graça, écrit et dirigé par Carlos Reichenbach. De 2006 à 2008, on la retrouve dans le long-métrage Falsa Loura, écrit et dirigé par Carlos Reichenbach, mais aussi dans le film Canção de Baal, une adaptation du Baal de Bertolt Brecht écrite et dirigée par Helena Ignez, et surtout dans Nome Proprio, écrit et dirigé par Murilo Salles, qui est nommé meilleur film du festival de Gramado en 2008.
Parallèlement à ces succès cinématographiques, elle poursuit sa carrière au théâtre. En 2006, toujours avec le Teatro Oficina, elle est dans le spectacle A Luta II - Os Sertões, une adaptation d’Os Sertões d’Euclides da Cunha, réalisée par José Celso Martinez Corrêa. L'année suivante, elle intègre la Cie. Satélite et joue dans Os Dois Lados Da Rua Augusta, écrit par Dionísio Neto et dirigé par Ivan Feijó. En 2008, elle joue dans Love 'N Blembers, dirigé par la dramaturge Georgette Fadel, et dans Admiravel Mundo Novo, inspiré de l'œuvre d'Aldous Huxley, écrit par Mauricio Paroni et Elcio Nogueira, et dirigé par Elcio Nogueira.
On continue également à la voir à la télévision en 2007 et 2008 dans la série Alice, produite par HBO, écrite et dirigée par Sergio Machado et Karim Ainouz.
Dans la telenovela Aline (Mauro Wilson), produite par la Globo, elle interprète le rôle de Linda, un mannequin professionnel, voisine d'Aline (le personnage principal de la série). Servi par un physique hors du commun, son personnage devient rapidement la fantasme de tous les hommes vivant dans l'immeuble où se déroule la trame. Linda pose pour une revue masculine, et fait l'objet de commentaires de la part des autres personnages.

## Récompenses
- En 2008 : Pour Nome Proprio, écrit et dirigé par Murilo Salles, qui est nommé meilleur film du festival de Gramado.
- En 2003 : Pour Chantiers en construction, chorégraphie brésilienne sélectionnée par le programme International de Résidence Chorégraphique, à Paris.
- En 2001 : Pour O Jato, vidéo-danse, écrit, mis en scène, dirigé et produit par Luciana Brites. Elle obtient le prix "Les plus vues du mois" (prêmio mais vistos do mês) au Festival Internacional Quick Flick.
- En 2001 : Pour Bolha, vidéo-danse, écrit et dirigé par Ricardo Nauemberg, obtient le prix "Les plus vues du mois" (prêmio mais vistos do mês) au Festival Internacional Quick Flick.
- En 1996, pour Mix, spectacle réalisé par la Cie. Deborah Colker, qui obtient le prix Laurence Olivier.